# کاله
فراورده‌های لبنی کاله شرکت ایرانی تولید فراورده‌های لبنی است که در شهر آمل، مازندران قرار دارد که در سال ۱۳۶۹ توسط غلامعلی سلیمانی تأسیس شد.

## پیشینه
شرکت لبنی کاله در سال ۱۳۶۶ به دست غلامعلی سلیمانی در آمل تأسیس شد. این شرکت که بزرگ‌ترین شرکت مجموعه هلدینگ سولیکو است. نام برند این شرکت، کاله به معنی پستان گاو است که یک واژه طبری یا همان مازندرانی است. وسعت کارخانهٔ لبنی کاله ۳۵ هکتار است که از بزرگ‌ترین کارخانه‌ها در صنایع لبنی ایران محسوب می‌گردد.

## تولید
کاله روزانه ۲۵۰۰ تن شیر خام را به بیش از ۱۶۰ نوع محصول لبنی تبدیل می‌کند. این شرکت در سال بالغ بر ۱۰۰ میلیون دلار صادرات دارد و روزانه ۸۰۰ تن ماست تولید می‌کند. نقطه قوت این شرکت در بازار شناخت ذائقه مخاطب، ایجاد تنوع در محصولات و ورود محصولات جدید به بازار است.
کاله با داشتن ۱۶ گروه تولیدی حجم زیادی از بازار لبنی ایران را در اختیار دارد تا جایی که بزرگ‌ترین تولیدکنندهٔ فراورده‌های لبنی در کشور و بزرگ‌ترین واحد صادرکنندهٔ فراورده‌های لبنی ایران خوانده شده است.

### کارخانه عراق
کاله از سال ۱۳۹۵ فعالیت خود را در عراق با ساخت کارخانه تولید محصولات مختلف لبنی و گوشتی آغاز کرد. در شب هفتم خردادماه ۱۳۹۸، با تأیید مقامات ۹۰ درصد کارخانهٔ لبنی کاله واقع در کربلا، در آتش سوخت. آتش‌سوزی کارخانه در عراق عمدی گزارش شده است.دبیرکل اتاق مشترک بازرگانی ایران و عراق خسارت آتش‌سوزی را ۱۰۰ میلیون‌دلار برآورد کرد.

## محصولات
این شرکت فراورده‌های لبنی مانند انواع شیر به همراه مکمل‌های آن، کره، انواع پنیر، ماست، دوغ و همچنین دسر تولید می‌کند.

## صادرات
بخشی از تولیدات این شرکت به خارج از ایران صادر شده و در طی سالیان گذشته چند مرتبه به عنوان صادرکنندهٔ نمونه صنایع غذایی انتخاب شده است.

## دستاوردها
کاله در سال‌های ۲۰۰۹، ۲۰۱۰، ۲۰۱۳، ۲۰۱۴ و ۲۰۱۶ به‌عنوان صادرکنندهٔ نمونهٔ کشور برگزیده شد و نوشیدنی‌های آن نشان سلامت و ایمنی را برنده شد. شرکت کاله در سال ۱۳۷۴ به‌عنوان واحد نمونهٔ صنایع غذایی از وزارت صنایع لوح تقدیر دریافت کرد.
برند کاله در سال ۱۳۹۲ در دهمین جشنواره ملی قهرمانان صنعت ایران به عنوان یکی از ۱۰۰ برند برتر ایران شناخته شد.